# Bangjja
El bangjja, también llamado yugi, es un tipo coreano de cacharros y utensilios de bronce hechos a mano. Un juego completo de bangjja incluye platos, cuencos, cucharas y palillos. La principal diferencia entre el bangjja coreano y otros cacharros de bronce es la relación de cobre y estaño de la aleación. El bangjja contiene mucho más estaño que otros utensilios de bronce (Cu:Sn = 78:22 en volumen, cuando lo habitual es 9:1). Debido a esta diferencia en su composición, el bangjja (a diferencia de otros cacharros de bronce) puede esterilizarse. Por esta razón se ha usado históricamente como vajilla para las familias reales coreanas. El bangjja se usa para la presentación tradicional de la cocina de la corte real coreana (surasang).